# Cirolana oaxaca
Cirolana (Anopsilana) oaxaca là một loài chân đều trong họ Cirolanidae. Loài này được Carvacho & Haasmann miêu tả khoa học năm 1984.